# Heinrich Fischer (Mineraloge)
Leopold Heinrich Fischer  (* 19. Dezember 1817 in Freiburg im Breisgau; † 2. Februar 1886 ebenda) war Arzt, Mineraloge und Geologe.

## Leben
Heinrich Fischer studierte in Freiburg und in Wien Medizin und Naturwissenschaften, praktizierte als Arzt und habilitierte sich gleichzeitig als Privatdozent für Mineralogie und Zoologie an der Universität Freiburg, an welcher er 1854 zum außerordentlichen, 1859 zum ordentlichen Professor der Geologie und Mineralogie und Direktor des mineralogisch-geologischen Museums ernannt wurde. Seine ersten Arbeiten bewegten sich auf entomologischem Gebiet, später widmete er sich mehr der Mineralogie und war einer der ersten, die das Mikroskop in dieser Wissenschaft anwandten.
Anfang der 1870er Jahre gründete er mit Alexander Ecker das prähistorisch-ethnographische Museum und untersuchte namentlich Steinbeile, Steinamulette und Steinidole aller Völker.
1871 war er Gründungsmitglied des Oberrheinischen Geologischen Vereins. 1882 wurde Fischer zum Mitglied der Leopoldina gewählt.

## Schriften
- Beiträge zur Geschichte des Orthoptheren-Studiums (1849) online
- Orthoptera europaea, (Leipzig 1853) online
- Clavis der Silikate, (Leipzig 1864);
- Chronologischer Überblick über die allmälige Einführung der Mikroskopie in das Studium der Mineralogie, Petrographie und Paläontologie, (Freiburg 1868)
- Kritische mikroskopisch-mineralogische Studien, (Freiburg 1869–73)
- Die Mineralogie als Hilfswissenschaft für Archäologie, (Braunschweig 1877)
- Nephrit und Jadeit nach ihren mineralogischen Eigenschaften sowie nach ihrer urgeschichtlichen und ethnographischen Bedeutung: Einführung der Mineralogie in das Studium der Archaeologie; Mit 131 Holzschnitten und 2 chromolithograph. Tafeln, (2. Aufl., Stuttgart 1880)